# Donaldson (Arkansas)
Donaldson é uma cidade  localizada no estado americano de Arkansas, no Condado de Hot Spring.

## Demografia
Segundo o censo americano de 2000, a sua população era de 326 habitantes.
Em 2006, foi estimada uma população de 337, um aumento de 11 (3.4%).

## Geografia
De acordo com o United States Census Bureau, a localidade tem uma área de 1,7 km², sem área coberta por água. Donaldson localiza-se a aproximadamente 61 m acima do nível do mar.

## Localidades na vizinhança
O diagrama seguinte representa as localidades num raio de 24 km ao redor de Donaldson.